# Eddinghausen
Eddinghausen è una frazione (Ortsteil) della città di Gronau, nel land della Bassa Sassonia, in Germania.

## Storia
Già comune autonomo nel circondario di Gronau, passò a quello di Alfeld il 1º ottobre 1932; fu soppresso e incorporato a Betheln il 1º marzo 1974 e, insieme con Betheln, fu unito a Gronau il 1º novembre 2016.